# 7-ニトロインダゾール
7-ニトロインダゾール (7-Nitroindazole、7-NI) は、7位がニトロ化したインダゾール環を含む複素環式化合物の小分子である。ニトロインダゾールは、神経細胞組織に存在しアルギニンをシトルリンと一酸化窒素に変換する神経型一酸化窒素合成酵素 (nNOS) の選択的阻害剤である。一酸化窒素は細胞膜を透過して隣の細胞に拡散し細胞シグナル伝達を行うため、ニトロインダゾールは間接的にこのシグナリングを阻害することとなる。他の阻害剤には、より強いが特異性の低い3-ブロモ-7-ニトロインダゾールや異なる部位に作用するN-プロピル-L-アルギニンがある。

## 薬理学
7-ニトロインダゾールは、興奮毒性や神経変性疾患による神経損傷の保護剤として検討されている。これらの組織での酸化ストレスの緩和やペルオキシ亜硝酸の生成量の減少により作用していると考えられている。これらの効果はnNOSの阻害と関連している。しかし、抗痙攣作用は他の機構によると考えられている。